# I Am the Bloody Earth
I Am the Bloody Earth (v překladu Jsem zkrvavená Země) je třetí EP britské death/doomové hudební skupiny My Dying Bride z roku 1994, které vyšlo u britského vydavatelství Peaceville Records.
Nahrávka byla vydána společně s dalšími EP Symphonaire Infernus et Spera Empyrium a The Thrash of Naked Limbs i jako součást box setu The Stories a skladby z ní se objevily i na kompilačním albu Trinity.
Obsahuje tři skladby.
K titulní skladbě "I Am the Bloody Earth" vznikl promo-videoklip.

## Seznam skladeb
1. "I Am the Bloody Earth"
2. "Transcending (Into the Exquisite)"
3. "Crown of Sympathy" (remix)

## Sestava
- Aaron Stainthorpe – vokály
- Andrew Craighan – kytara
- Calvin Robertshaw – kytara
- Adrian Jackson – baskytara
- Martin Powell – housle, klávesy
- Rick Miah – bicí